# サーティース・TS9
サーティース・TS9 (Surtees TS9) は、サーティースが1971年および1972年、1973年のF1世界選手権に投入したフォーミュラ1カー。ジョン・サーティースとピーター・コンニューによって設計された。

## レース戦績

### 1971-1973: サーティース
TS9は1971年南アフリカグランプリでデビューした。チームオーナーでもあるジョン・サーティース用に1台が準備されたが、ギアボックストラブルのためリタイアに終わっている。第2戦スペイングランプリでは2台目のシャシーがロルフ・シュトメレンにも提供されたが、シュトメレンは燃料圧トラブルでリタイアした。サーティースは11位となった。第3戦のモナコではシュトメレンが6位、サーティースが7位となっている。オランダグランプリではサーティースが5位に入ったものの、シュトメレンはスピンの後マーシャルの手を借りて押しがけしたことで失格となっている。フランスグランプリではサーティースが8位、シュトメレンは11位となった。第6戦イギリスグランプリでは2人に加えてデレック・ベルが起用され、ベルはリタイアしたがシュトメレンが5位、サーティースが6位となった。ドイツグランプリではサーティースが7位、シュトメレンが10位となった。オーストリアではサーティースがリタイアし、シュトメレンは7位となった。第9戦イタリアグランプリではマイク・ヘイルウッドがサードドライバーとして起用され、4位となった。シュトメレンはスタート直後のアクシデントでリタイア、サーティースもエンジントラブルでリタイアした。カナダグランプリではサーティースが11位、シュトメレンはオーバーヒートでリタイアしている。最終戦ではシュトメレンに代えてサム・ポージーが起用され、ヘイルウッドも再び起用された。ヘイルウッドは15位、サーティースは17位、ポージーはピストントラブルでリタイアした。
1972年に入るとチームはTS9をTS9Bにアップデートしたが、ドライバーのラインナップは変更された。ジョン・サーティースはチームの運営に専念するためドライバーを辞め、オーストラリア人ドライバーのティム・シェンケンとイタリア人ドライバーのアンドレア・デ・アダミッチを起用した。開幕戦のアルゼンチングランプリではシェンケンが5位、アダミッチは燃料システムのトラブルでリタイアしている。第2戦南アフリカグランプリからはマイク・ヘイルウッドも加わった。アダミッチは周回数が10周足らず非完走扱いとなり、ヘイルウッドはサスペンションを破損しリタイア、シェンケンもエンジントラブルでリタイアした。スペイングランプリではアダミッチが4位、シェンケンが8位、ヘイルウッドは電気系トラブルでリタイアした。モナコではアダミッチが7位となったものの、ヘイルウッドとシェンケンは雨の中の事故でリタイアした。ベルギーグランプリではヘイルウッドが4位に入ったが、シェンケンはオーバーヒート、アダミッチもエンジントラブルでリタイアした。フランスグランプリではヘイルウッドが6位、アダミッチが14位、シェンケンが17位となった。イギリスグランプリでは3人揃ってリタイアとなった。シェンケンはサスペンション破損、ヘイルウッドはギアボックストラブル、アダミッチはアクシデントであった。ドイツグランプリではアダミッチが13位、シェンケンは14位、ヘイルウッドはサスペンショントラブルでリタイアした。オーストリアグランプリではヘイルウッドが4位、シェンケンが11位、アダミッチが14位となり、イタリアグランプリではヘイルウッドが2位に入り、アダミッチはブレーキトラブル、シェンケンはスピンオフでリタイアとなった。カナダグランプリではサーティースがヘイルウッドに代わってTS14で出走、TS9をドライブしたシェンケンとアダミッチはシェンケンが7位、アダミッチはギアボックストラブルでリタイアした。最終戦アメリカグランプリではシェンケンがTS14をドライブ、復帰したヘイルウッドはアクシデントの後17位となり、アダミッチはアクシデントでリタイアした。
TS9Bは1973年、ブラジルと南アフリカの2戦で出走した。ブラジルではブラジル人ドライバーのルイス・ブエノがドライブし12位となった。南アフリカではアダミッチがドライブし、TS9B最後のレースで8位となった

### 1972:チーム・ガンストン
チーム・ガンストンはTS9を購入し、ジョン・ラヴを南アフリカグランプリに出走させた。ラヴはアクシデントでパンクしたものの16位に入

### 1972:チャンプカー・インク
チャンプカー・インクはTS9Bを購入し、サム・ポージーをアメリカグランプリに出走させた。ポージーは12位で完走した。

## F1における全成績
(key) （斜体はファステストラップ）
| 年     | チーム                                                    | エンジン                      | タイヤ | ドライバー                 | 1   | 2   | 3   | 4   | 5   | 6   | 7   | 8   | 9   | 10  | 11  | 12  | 13  | 14  | 15  | ポイント | 順位 |
| ------ | --------------------------------------------------------- | ----------------------------- | ------ | -------------------------- | --- | --- | --- | --- | --- | --- | --- | --- | --- | --- | --- | --- | --- | --- | --- | -------- | ---- |
| 1971年 | ブルック・ボンド オクソ チーム・サーティース              | フォード コスワースDFV 3.0 V8 | F      |                            | RSA | ESP | MON | NED | FRA | GBR | GER | AUT | ITA | CAN | USA |     |     |     |     | 8        | 8位  |
| 1971年 | ブルック・ボンド オクソ チーム・サーティース              | フォード コスワースDFV 3.0 V8 | F      | ジョン・サーティース       | Ret | 11  | 7   | 5   | 8   | 6   | 7   | Ret | Ret | 11  | 17  |     |     |     |     | 8        | 8位  |
| 1971年 | アウト・モトール・ウント・シュポルト チーム・サーティース | フォード コスワースDFV 3.0 V8 | F      | ロルフ・シュトメレン       |     | Ret | 6   | DSQ | 11  | 5   | 10  | 7   | DNS | Ret |     |     |     |     |     | 8        | 8位  |
| 1971年 | チーム・サーティース                                      | フォード コスワースDFV 3.0 V8 | F      | デレック・ベル             |     |     |     |     |     | Ret |     |     |     |     |     |     |     |     |     | 8        | 8位  |
| 1971年 | チーム・サーティース                                      | フォード コスワースDFV 3.0 V8 | F      | マイク・ヘイルウッド       |     |     |     |     |     |     |     |     | 4   |     | 15  |     |     |     |     | 8        | 8位  |
| 1971年 | チーム・サーティース                                      | フォード コスワースDFV 3.0 V8 | F      | ジィズ・ヴァン・レネップ   |     |     |     |     |     |     |     |     |     |     | DNS |     |     |     |     | 8        | 8位  |
| 1971年 | チーム・サーティース                                      | フォード コスワースDFV 3.0 V8 | F      | サム・ポージー             |     |     |     |     |     |     |     |     |     |     | Ret |     |     |     |     | 8        | 8位  |
| 1972年 | ブルック・ボンド オクソ チーム・サーティース              | フォード コスワースDFV 3.0 V8 | F      |                            | ARG | RSA | ESP | MON | BEL | FRA | GBR | GER | AUT | ITA | CAN | USA |     |     |     | 18       | 5位  |
| 1972年 | ブルック・ボンド オクソ チーム・サーティース              | フォード コスワースDFV 3.0 V8 | F      | マイク・ヘイルウッド       |     | Ret | Ret | Ret | 4   | 6   | Ret | Ret | 4   | 2   |     | 17  |     |     |     | 18       | 5位  |
| 1972年 | ブルック・ボンド オクソ チーム・サーティース              | フォード コスワースDFV 3.0 V8 | F      | ティム・シェンケン         | 5   | Ret | 8   |     |     |     |     |     |     |     |     |     |     |     |     | 18       | 5位  |
| 1972年 | チーム・サーティース                                      | フォード コスワースDFV 3.0 V8 | F      | ティム・シェンケン         |     |     |     | Ret | Ret |     |     | 14  | 11  | Ret | 7   |     |     |     |     | 18       | 5位  |
| 1972年 | Flame Out Team Surtees                                    | フォード コスワースDFV 3.0 V8 | F      | ティム・シェンケン         |     |     |     |     |     | 17  | Ret |     |     |     |     |     |     |     |     | 18       | 5位  |
| 1972年 | Ceramica Pagnossin Team Surtees                           | フォード コスワースDFV 3.0 V8 | F      | アンドレア・デ・アダミッチ | Ret | NC  | 4   | 7   | Ret | 14  | Ret | 13  | 14  | Ret | Ret | Ret |     |     |     | 18       | 5位  |
| 1972年 | チャンプカー・インク                                      | フォード コスワースDFV 3.0 V8 | G      | サム・ポージー             |     |     |     |     |     |     |     |     |     |     |     | 12  |     |     |     | 18       | 5位  |
| 1972年 | チーム・ガンストン                                        | フォード コスワースDFV 3.0 V8 | G      | ジョン・ラヴ               |     | 16  |     |     |     |     |     |     |     |     |     |     |     |     |     | 18       | 5位  |
| 1973年 | チーム・サーティース                                      | フォード コスワースDFV 3.0 V8 | F      |                            | ARG | BRA | RSA | ESP | BEL | MON | SWE | FRA | GBR | NED | GER | AUT | ITA | CAN | USA | 7        | 7位  |
| 1973年 | チーム・サーティース                                      | フォード コスワースDFV 3.0 V8 | F      | ルイス・ブエノ             |     | 12  |     |     |     |     |     |     |     |     |     |     |     |     |     | 7        | 7位  |
| 1973年 | Ceramica Pagnossin Team Surtees                           | フォード コスワースDFV 3.0 V8 | F      | アンドレア・デ・アダミッチ |     |     | 8   |     |     |     |     |     |     |     |     |     |     |     |     | 7        | 7位  |

## ノンタイトル戦における全成績
(key) （太字はポールポジション）
（斜体はファステストラップ）
| 年     | チーム                                                    | エンジン                      | タイヤ | ドライバー                 | 1   | 2   | 3   | 4   | 5   | 6   | 7   | 8   |
| ------ | --------------------------------------------------------- | ----------------------------- | ------ | -------------------------- | --- | --- | --- | --- | --- | --- | --- | --- |
| 1971年 | ブルック・ボンド オクソ チーム・サーティース              | フォード コスワースDFV 3.0 V8 | F      |                            | ARG | ROC | QUE | SPR | INT | RIN | OUL | VIC |
| 1971年 | ブルック・ボンド オクソ チーム・サーティース              | フォード コスワースDFV 3.0 V8 | F      | ジョン・サーティース       |     | 3   |     | Ret | 12  | 3   | 1   | 6   |
| 1971年 | アウト・モトール・ウント・シュポルト チーム・サーティース | フォード コスワースDFV 3.0 V8 | F      | ロルフ・シュトメレン       |     |     |     |     |     | 7   |     |     |
| 1971年 | チーム・サーティース                                      | フォード コスワースDFV 3.0 V8 | F      | マイク・ヘイルウッド       |     |     |     |     |     |     |     | Ret |
| 1972年 | ブルック・ボンド オクソ チーム・サーティース              | フォード コスワースDFV 3.0 V8 | F      |                            | ROC | BRA | INT | OUL | REP | VIC |     |     |
| 1972年 | ブルック・ボンド オクソ チーム・サーティース              | フォード コスワースDFV 3.0 V8 | F      | マイク・ヘイルウッド       | 2   |     | Ret |     |     | 9   |     |     |
| 1972年 | ブルック・ボンド オクソ チーム・サーティース              | フォード コスワースDFV 3.0 V8 | F      | ティム・シェンケン         | 5   |     |     |     |     |     |     |     |
| 1972年 | チーム・サーティース                                      | フォード コスワースDFV 3.0 V8 | F      | ティム・シェンケン         |     |     |     | 3   |     |     |     |     |
| 1972年 | チーム・サーティース                                      | フォード コスワースDFV 3.0 V8 | F      | アンドレア・デ・アダミッチ |     | DNA |     |     | 2   | 3   |     |     |
| 1972年 | チーム・サーティース                                      | フォード コスワースDFV 3.0 V8 | F      | レイネ・ウィセル           |     | DNA |     |     |     |     |     |     |
| 1972年 | チーム・サーティース                                      | フォード コスワースDFV 3.0 V8 | F      | ジョン・サーティース       |     |     | 3   |     |     |     |     |     |
| 1972年 | チーム・サーティース                                      | フォード コスワースDFV 3.0 V8 | F      | カルロス・パーチェ         |     |     |     |     |     | 2   |     |     |
| 1973年 | ヘスケス・レーシング                                      | フォード コスワースDFV 3.0 V8 | F      |                            | ROC | INT |     |     |     |     |     |     |
| 1973年 | ヘスケス・レーシング                                      | フォード コスワースDFV 3.0 V8 | F      | ジェームス・ハント         | 3   |     |     |     |     |     |     |     |

## 参照
1. ↑  “Surtees TS9”.   Stats F1. 2016年7月9日閲覧。
2. ↑  “Surtees TS9B”.   Stats F1. 2016年7月9日閲覧。
3. ↑  “Surtees Ford TS9”.   Jonathan Davies. 2016年7月9日閲覧。
4. ↑  “Surtees Ford TS9B”.   Jonathan Davies. 2016年7月9日閲覧。
5. ↑  “Grand Prix results, South African GP 1971”. grandprix.com. 2016年3月25日閲覧。
6. ↑  “Grand Prix results, Spanish GP 1971”. grandprix.com. 2016年3月25日閲覧。
7. ↑  “Grand Prix results, Monaco GP 1971”. grandprix.com. 2016年3月25日閲覧。
8. ↑  “Grand Prix results, Dutch GP 1971”. grandprix.com. 2016年3月25日閲覧。
9. ↑  “Grand Prix results, French GP 1971”. grandprix.com. 2016年3月25日閲覧。
10. ↑  “Grand Prix results, British GP 1971”. grandprix.com. 2016年3月25日閲覧。
11. ↑  “Grand Prix results, German GP 1971”. grandprix.com. 2016年3月25日閲覧。
12. ↑  “Grand Prix results, Austrian GP 1971”. grandprix.com. 2016年3月25日閲覧。
13. ↑  “Grand Prix results, Italian GP 1971”. grandprix.com. 2016年3月25日閲覧。
14. ↑  “Grand Prix results, Canadian GP 1971”. grandprix.com. 2016年3月25日閲覧。
15. ↑  “Grand Prix results, United States GP 1971”. grandprix.com. 2016年3月25日閲覧。
16. ↑  “Grand Prix results, Argentine GP 1972”. grandprix.com. 2016年3月25日閲覧。
17. ↑  “Grand Prix results, South African GP 1972”. grandprix.com. 2016年3月25日閲覧。
18. ↑  “Grand Prix results, Spanish GP 1972”. grandprix.com. 2016年3月25日閲覧。
19. ↑  “Grand Prix results, Monaco GP 1972”. grandprix.com. 2016年3月25日閲覧。
20. ↑  “Grand Prix results, Belgian GP 1972”. grandprix.com. 2016年3月25日閲覧。
21. ↑  “Grand Prix results, French GP 1972”. grandprix.com. 2016年3月25日閲覧。
22. ↑  “Grand Prix results, British GP 1972”. grandprix.com. 2016年3月25日閲覧。
23. ↑  “Grand Prix results, German GP 1972”. grandprix.com. 2016年3月25日閲覧。
24. ↑  “Grand Prix results, Austrian GP 1972”. grandprix.com. 2016年3月25日閲覧。
25. ↑  “Grand Prix results, Italian GP 1972”. grandprix.com. 2016年3月25日閲覧。
26. ↑  “Grand Prix results, Canadian GP 1972”. grandprix.com. 2016年3月25日閲覧。
27. ↑  “Grand Prix results, United States GP 1972”. grandprix.com. 2016年3月25日閲覧。
28. ↑  “Grand Prix results, Brazilian GP 1973”. grandprix.com. 2016年3月25日閲覧。
29. ↑  “Grand Prix results, South African GP 1973”. grandprix.com. 2016年3月25日閲覧。